# Луговой, Владимир Илларионович
Владимир Илларионович Луговой (род. 1950) — украинский учёный, кандидат физико-математических наук, доктор педагогических наук, профессор; действительный член Национальной академии педагогических наук Украины (НАПНУ, 2003). Академик Академии наук высшей школы Украины, член Академии педагогических и социальных наук (Россия) и Нью-Йоркской академии наук (США).
Автор около 500 научных и научно-методических работ: монографий, учебников, учебных пособий, энциклопедий, словарей.

## Биография
Родился 17 мая 1950 года в городе Балтийск Калининградской области.
В 1972 году окончил физический факультет Киевского государственного университета (в настоящее время Киевский национальный университет имени Тараса Шевченко), после чего окончил аспирантуру этого же университета (1975) и уже после распада СССР — докторантуру Института педагогики НАПНУ (1994).
Некоторое время являлся заместителем министра народного образования Украины и проректором по научной работе Киевского национального торгово-экономического университета. В 1995 году защитил докторскую диссертацию на тему «Тенденции развития педагогического образования в Украине (теоретико-методологический аспект)». В 1995—2006 годах — ректор Национальной академии государственного управления при Президенте Украины. С 2006 года Владимир Луговой — директор Института высшего образования Национальной академии педагогических наук Украины, вице-президент Национальной академии педагогических наук Украины.
Круг его научных интересов: проблемы организации, управления, модернизации образования в контексте национальной самоидентификации, европейской интеграции и мировой глобализации. Он является автором культурно-информационной теории образования и одним из основателей университетологии и форсайтной педагогики. Под его руководством теоретически обоснована и практически внедрена образовательная и научная отрасли «Государственное управление» (ныне интегрированная область знаний «Публичное управление и администрирование»). В. И. Луговой — участник разработки и модернизации образовательного законодательства, национальный эксперт по реформированию высшего образования в Украине. Подготовил 10 докторов и 11 кандидатов наук.
Был награждён орденом «За заслуги» ІІІ (2011), ІІ (2015) и І степеней, а также удостоен званий «Заслуженный работник образования Украины» и «Отличник народного образования Украины». Лауреат награды Ярослава Мудрого в области науки и техники Академии наук высшей школы Украины. Отмечен Почетными грамотами Кабинета Министров Украины и Верховной Рады Украины, а также медалями НАПНУ «К. Д. Ушинский» и «Григорий Сковорода».